# Donna Hartley
Donna-Marie Louise Hartley (z domu Murray, ur. 1 maja 1955 w Southampton, zm. 7 czerwca 2013 w Elsecar) – angielska lekkoatletka specjalizująca się w biegach sprinterskich, trzykrotna uczestniczka letnich igrzysk olimpijskich (Monachium 1972, Montreal 1976, Moskwa 1980), brązowa medalistka olimpijska z Moskwy w biegu sztafetowym 4 × 400 metrów.

## Sukcesy sportowe
- mistrzyni Wielkiej Brytanii w biegu na 400 metrów – 1977[2]
- trzykrotna medalistka mistrzostw Anglii w biegu na 200 metrów – złota (1972) oraz dwukrotnie srebrna (1977, 1978)[3]
- dwukrotna medalistka mistrzostw Anglii w biegu na 400 metrów – złota (1975) oraz srebrna (1974)
- halowa wicemistrzyni Anglii w biegu na 400 metrów – 1975[4]

| Rok  | Miasto     | Zawody                         | Konkurencja                      | Wynik                 |
| ---- | ---------- | ------------------------------ | -------------------------------- | --------------------- |
| 1973 | Duisburg   | Mistrzostwa Europy juniorów    | sztafeta 4 × 100 m               | brązowy medal         |
| 1976 | Montreal   | Igrzyska olimpijskie           | sztafeta 4 × 400 m               | 7. miejsce            |
| 1976 | Bydgoszcz  | Memoriał Janusza Kusocińskiego | bieg na 400 m                    | 2. miejsce            |
| 1977 | Düsseldorf | Puchar świata                  | sztafeta 4 × 400 m               | 2. miejsce            |
| 1978 | Praga      | Mistrzostwa Europy             | sztafeta 4 × 400 m bieg na 400 m | 4. miejsce 6. miejsce |
| 1978 | Edmonton   | Igrzyska Wspólnoty Narodów     | sztafeta 4 × 400 m bieg na 400 m | złoty medal           |
| 1980 | Moskwa     | Igrzyska olimpijskie           | sztafeta 4 × 400 m               | brązowy medal         |

## Rekordy życiowe
- bieg na 100 metrów – 11,46 – Pretoria 22/03/1975
- bieg na 200 metrów – 22,75 – Birmingham 17/06/1978
- bieg na 400 metrów – 51,28 – Sofia 12/07/1975